# GABPB2
GABPB2‏ (GA binding protein transcription factor, beta subunit 2, isoform CRA_a) هوَ بروتين يُشَفر بواسطة جين GABPB2 في الإنسان.
يُشفِّر هذا الجين عامل النسخ البروتيني الرابط للحمض الغلوتاميكي (GA)، وهو الوحدة الفرعية بيتا. يُشكِّل هذا البروتين مُركَّبًا رباعي الوحدات مع الوحدة الفرعية ألفا، ويُحفِّز نسخ الجينات المُستهدفة. قد يكون للبروتين المُشفَّر دورٌ في تنشيط التعبير عن إنزيم أوكسيديز السيتوكروم والتحكم النووي في وظيفة الميتوكوندريا. حُسِبَ التركيب البلوري لبروتين مُشابه في الفئران على أنه مُركَّب بروتيني ثلاثي. حُدِّدت مُتغيِّرات نسخ مُتعدِّدة تُشفِّر أشكالًا مُتمايزة مُختلفة لهذا الجين.